# European Golden League maschile 2023
L'European Golden League 2023 si è svolta dal 27 maggio al 25 giugno 2023: al torneo hanno partecipato dodici squadre nazionali europee e la vittoria finale è andata per la terza volta alla Turchia.

## Regolamento

### Formula
La formula ha previsto:
- Fase a gironi, disputata con girone all'italiana, con gare di andata e ritorno: la prima classificata di ogni girone e la squadra del paese organizzatore (nel caso in cui sia stata tra le prime classificate, si è qualificata la migliore seconda classificata) hanno acceduto alla fase finale, mentre la peggiore ultima classificata è retrocessa in European Silver League 2024.
- Fase finale, disputata con semifinali, finale per il terzo posto e finale, con gara unica[2].

### Criteri di classifica
Se il risultato finale è stato di 3-0 o 3-1 sono stati assegnati 3 punti alla squadra vincente e 0 a quella sconfitta, se il risultato finale è stato di 3-2 sono stati assegnati 2 punti alla squadra vincente e 1 a quella sconfitta.
L'ordine del posizionamento in classifica è stato definito in base a:
- Numero di partite vinte;
- Punti;
- Ratio dei set vinti/persi;
- Ratio dei punti realizzati/subiti;
- Risultati degli scontri diretti.

## Squadre partecipanti
| Squadra            | Qualificazione | Ultima partecipazione       |
| ------------------ | -------------- | --------------------------- |
| Belgio             | Wild card      | European Golden League 2022 |
| Croazia            | Wild card      | European Golden League 2022 |
| Danimarca          | Wild card      | European Golden League 2022 |
| Estonia            | Wild card      | European Golden League 2022 |
| Finlandia          | Wild card      | European Golden League 2019 |
| Macedonia del Nord | Wild card      | European League 2017        |
| Portogallo         | Wild card      | European Golden League 2022 |
| Rep. Ceca          | Wild card      | European Golden League 2022 |
| Romania            | Wild card      | European Golden League 2021 |
| Slovacchia         | Wild card      | European Golden League 2022 |
| Turchia            | Wild card      | European Golden League 2022 |
| Ucraina            | Wild card      | European Golden League 2022 |

## Torneo

### Fase a gironi
| Girone A   | Girone B           | Girone C   |
| ---------- | ------------------ | ---------- |
| Danimarca  | Belgio             | Estonia    |
| Portogallo | Croazia            | Finlandia  |
| Romania    | Macedonia del Nord | Rep. Ceca  |
| Turchia    | Ucraina            | Slovacchia |

#### Girone A

##### Risultati
| 27 maggio 2023 Pavilhão Municipal Santo Tirso, Santo Tirso Durata: 1h:15 - Spettatori: 295 | Danimarca  | 0 - 3 | Turchia    | 18-25, 21-25, 15-25               |
| 27 maggio 2023 Lillebeltshallen, Middelfart Durata: 1h:19 - Spettatori: 503                | Portogallo | 3 - 0 | Romania    | 25-22, 25-21, 25-20               |
| 31 maggio 2023 Lillebeltshallen, Middelfart Durata: 2h:27 - Spettatori: 1 224              | Portogallo | 2 - 3 | Turchia    | 23-25, 25-21, 23-25, 25-22, 15-17 |
| 31 maggio 2023 Pavilhão Municipal Santo Tirso, Santo Tirso Durata: 1h:19 - Spettatori: 365 | Danimarca  | 3 - 0 | Romania    | 25-19, 25-23, 25-16               |
| 3 giugno 2023 Lillebeltshallen, Middelfart Durata: 2h:03 - Spettatori: 12 000              | Turchia    | 2 - 3 | Romania    | 25-14, 21-25, 25-20, 22-25, 12-15 |
| 4 giugno 2023 Karatay Kongre ve Spor Merkezi, Konya Durata: 1h:43 - Spettatori: 428        | Danimarca  | 3 - 1 | Portogallo | 25-16, 23-25, 25-14, 25-16        |
| 10 giugno 2023 Sala Dumitru Popescu Colibaşi, Brașov Durata: 1h:25 - Spettatori: 1 561     | Portogallo | 3 - 0 | Danimarca  | 26-24, 25-22, 25-14               |
| 10 giugno 2023 Centro Cultural, Viana do Castelo Durata: 2h:15 - Spettatori: 1 100         | Romania    | 2 - 3 | Turchia    | 18-25, 25-23, 27-25, 19-25, 6-15  |
| 14 giugno 2023 Sala Dumitru Popescu Colibaşi, Brașov Durata: 2h:01 - Spettatori: 4 800     | Turchia    | 3 - 1 | Portogallo | 23-25, 25-20, 25-21, 25-20        |
| 14 giugno 2023 Başkent Voleybol Salonu, Ankara Durata: 2h:12 - Spettatori: 700             | Romania    | 3 - 1 | Danimarca  | 29-27, 22-25, 25-21, 25-19        |
| 17 giugno 2023 Başkent Voleybol Salonu, Ankara Durata: 1h:50 - Spettatori: 5 000           | Turchia    | 3 - 1 | Danimarca  | 21-25, 25-21, 26-24, 25-19        |
| 18 giugno 2023 Sala Dumitru Popescu Colibaşi, Brașov Durata: 2h:31 - Spettatori: 1 050     | Romania    | 2 - 3 | Portogallo | 25-27, 25-22, 16-25, 28-26, 12-15 |

##### Classifica
| Pos. | Squadra    | Pt | G | V | P | SV | SP | Ratio | PF  | PS  | Ratio |
| ---- | ---------- | -- | - | - | - | -- | -- | ----- | --- | --- | ----- |
| 1.   | Turchia    | 14 | 6 | 5 | 1 | 17 | 9  | 1,888 | 598 | 534 | 1,119 |
| 2.   | Portogallo | 9  | 6 | 3 | 3 | 13 | 11 | 1,181 | 534 | 535 | 0,998 |
| 3.   | Romania    | 7  | 6 | 2 | 4 | 10 | 15 | 0,666 | 522 | 575 | 0,907 |
| 4.   | Danimarca  | 6  | 6 | 2 | 4 | 8  | 13 | 0,615 | 468 | 478 | 0,979 |

      Qualificata alle semifinali.

#### Girone B

##### Risultati
| 27 maggio 2023 Sportcampus Lange Munte, Courtrai Durata: 1h:11 - Spettatori: 723          | Ucraina            | 3 - 0 | Macedonia del Nord | 25-21, 25-22, 25-11               |
| 27 maggio 2023 Atlas Arena, Łódź Durata: 1h:47 - Spettatori: 1 750                        | Belgio             | 3 - 1 | Croazia            | 25-17, 25-21, 23-25, 25-23        |
| 31 maggio 2023 Atlas Arena, Łódź Durata: 1h:11 - Spettatori: 826                          | Ucraina            | 3 - 0 | Croazia            | 25-19, 25-18, 25-19               |
| 31 maggio 2023 Sportski centar Boris Trajkovski, Skopje Durata: 1h:53 - Spettatori: 2 500 | Macedonia del Nord | 3 - 1 | Belgio             | 25-21, 25-23, 17-25, 25-21        |
| 3 giugno 2023 Topsporthal, Beveren Durata: 1h:22 - Spettatori: 1 950                      | Belgio             | 0 - 3 | Ucraina            | 21-25, 21-25, 23-25               |
| 3 giugno 2023 Sportski centar Boris Trajkovski, Skopje Durata: 2h:11 - Spettatori: 2 500  | Macedonia del Nord | 3 - 2 | Croazia            | 25-17, 25-22, 22-25, 29-31, 16-14 |
| 10 giugno 2023 Spiroudome, Charleroi Durata: 1h:26 - Spettatori: 1 250                    | Belgio             | 3 - 0 | Macedonia del Nord | 27-25, 25-23, 26-24               |
| 11 giugno 2023 Dvorana Krešimira Ćosića, Zara Durata: 1h:13 - Spettatori: 1 620           | Croazia            | 0 - 3 | Ucraina            | 17-25, 21-25, 22-25               |
| 14 giugno 2023 Atlas Arena, Łódź Durata: 1h:07 - Spettatori: 860                          | Ucraina            | 3 - 0 | Belgio             | 25-21, 25-14, 25-13               |
| 14 giugno 2023 Dvorana Krešimira Ćosića, Zara Durata: 2h:02 - Spettatori: 1 530           | Croazia            | 3 - 2 | Macedonia del Nord | 20-25, 25-17, 25-23, 15-25, 15-13 |
| 18 giugno 2023 Dvorana Krešimira Ćosića, Zara Durata: 1h:17 - Spettatori: 1 600           | Macedonia del Nord | 0 - 3 | Ucraina            | 18-25, 24-26, 23-25               |
| 18 giugno 2023 Sportski centar Boris Trajkovski, Skopje Durata: 1h:46 - Spettatori: 1 540 | Croazia            | 3 - 1 | Belgio             | 25-22, 25-20, 23-25, 25-21        |

##### Classifica
| Pos. | Squadra            | Pt | G | V | P | SV | SP | Ratio | PF  | PS  | Ratio |
| ---- | ------------------ | -- | - | - | - | -- | -- | ----- | --- | --- | ----- |
| 1.   | Ucraina            | 18 | 6 | 6 | 0 | 18 | 0  | MAX   | 451 | 348 | 1,296 |
| 2.   | Belgio             | 6  | 6 | 2 | 4 | 8  | 13 | 0,615 | 467 | 498 | 0,937 |
| 3.   | Croazia            | 6  | 6 | 2 | 4 | 9  | 15 | 0,600 | 509 | 556 | 0,915 |
| 4.   | Macedonia del Nord | 6  | 6 | 2 | 4 | 8  | 15 | 0,533 | 503 | 528 | 0,952 |

      Qualificata alle semifinali.

#### Girone C

##### Risultati
| 27 maggio 2023 Sportovní Hala, Zlín Durata: 1h:10 - Spettatori: 1 070              | Estonia    | 0 - 3 | Finlandia  | 17-25, 16-25, 15-25               |
| 27 maggio 2023 Tartu Ülikooli Spordihoone, Tartu Durata: 1h:57 - Spettatori: 1 550 | Rep. Ceca  | 3 - 1 | Slovacchia | 24-26, 25-20, 25-19, 25-17        |
| 31 maggio 2023 Sportovní Hala, Zlín Durata: 2h:14 - Spettatori: 1 350              | Rep. Ceca  | 3 - 2 | Finlandia  | 16-25, 25-22, 25-23, 23-25, 16-14 |
| 31 maggio 2023 Tartu Ülikooli Spordihoone, Tartu Durata: 1h:22 - Spettatori: 556   | Estonia    | 3 - 0 | Slovacchia | 25-17, 25-21, 25-20               |
| 3 giugno 2023 Hala Ostravská univerzita, Ostrava Durata: 2h:06 - Spettatori: 1 572 | Finlandia  | 3 - 2 | Slovacchia | 24-26, 25-17, 25-17, 20-25, 19-17 |
| 4 giugno 2023 Kupittaan palloiluhalli, Turku Durata: 1h:49 - Spettatori: 1 200     | Rep. Ceca  | 3 - 0 | Estonia    | 23-25, 25-16, 25-16, 25-22        |
| 10 giugno 2023 Mestská športová hala, Nitra Durata: 1h:21 - Spettatori: 768        | Estonia    | 3 - 0 | Rep. Ceca  | 25-15, 26-24, 25-21               |
| 10 giugno 2023 Tartu Ülikooli Spordihoone, Tartu Durata: 1h:25 - Spettatori: 600   | Slovacchia | 3 - 0 | Finlandia  | 25-23, 25-16, 25-22               |
| 14 giugno 2023 Mestská športová hala, Nitra Durata: 1h:16 - Spettatori: 1 610      | Finlandia  | 0 - 3 | Rep. Ceca  | 17-25, 21-25, 17-25               |
| 14 giugno 2023 Tampereen jäähalli, Tampere Durata: 2h:22 - Spettatori: 700         | Slovacchia | 2 - 3 | Estonia    | 25-20, 25-21, 20-25, 20-25, 17-19 |
| 17 giugno 2023 Mestská športová hala, Nitra Durata: 1h:48 - Spettatori: 1 530      | Finlandia  | 3 - 1 | Estonia    | 24-26, 25-22, 25-23, 25-18        |
| 17 giugno 2023 Tampereen jäähalli, Tampere Durata: 1h:19 - Spettatori: 1 900       | Slovacchia | 0 - 3 | Rep. Ceca  | 19-25, 24-26, 18-25               |

##### Classifica
| Pos. | Squadra    | Pt | G | V | P | SV | SP | Ratio | PF  | PS  | Ratio |
| ---- | ---------- | -- | - | - | - | -- | -- | ----- | --- | --- | ----- |
| 1.   | Rep. Ceca  | 14 | 6 | 5 | 1 | 15 | 7  | 2,142 | 513 | 462 | 1,110 |
| 2.   | Finlandia  | 9  | 6 | 3 | 3 | 11 | 12 | 0,916 | 512 | 494 | 1,036 |
| 3.   | Estonia    | 8  | 6 | 3 | 3 | 11 | 11 | 1,000 | 477 | 497 | 0,959 |
| 4.   | Slovacchia | 5  | 6 | 1 | 5 | 8  | 15 | 0,533 | 485 | 534 | 0,908 |

      Qualificata alle semifinali.
      Retrocessa in European Silver League.

### Fase finale
|  | Semifinali | Semifinali | Semifinali |         |    | Finale          | Finale          | Finale          |  |
|  |            |            |            |         |    |                 |                 |                 |  |
|  | 1A         | Turchia    | 3          |         |    |                 |                 |                 |  |
|  | 1A         | Turchia    | 3          |         |    |                 |                 |                 |  |
|  | 1C         | Rep. Ceca  | 2          |         |    |                 |                 |                 |  |
|  | 1C         | Rep. Ceca  | 2          |         | 1A | Turchia         | 3               |                 |  |
|  |            |            |            |         | 1A | Turchia         | 3               |                 |  |
|  |            |            | 1B         | Ucraina | 2  |                 |                 |                 |  |
|  | 3B         | Croazia    | 1B         | Ucraina | 2  | 1               |                 |                 |  |
|  | 3B         | Croazia    |            |         |    | 1               |                 |                 |  |
|  | 1B         | Ucraina    | 3          |         |    | Finale 3º posto | Finale 3º posto | Finale 3º posto |  |
|  | 1B         | Ucraina    | 3          |         |    |                 |                 |                 |  |
|  |            |            |            |         |    |                 |                 |                 |  |
|  |            |            |            |         |    | 1C              | Rep. Ceca       | 0               |  |
|  |            |            |            |         |    | 1C              | Rep. Ceca       | 0               |  |
|  |            |            |            |         |    | 3B              | Croazia         | 3               |  |

#### Semifinali
| 24 giugno 2023 Dvorana Krešimira Ćosića, Zara Durata: 2h:21 - Spettatori: 100 | Turchia | 3 - 2 | Rep. Ceca | 22-25, 25-17, 19-25, 25-23, 15-12 |
| 24 giugno 2023 Dvorana Krešimira Ćosića, Zara Durata: 1h:44 - Spettatori: 700 | Croazia | 1 - 3 | Ucraina   | 23-25, 25-21, 21-25, 12-25        |

#### Finale 3º posto
| 25 giugno 2023 Dvorana Krešimira Ćosića, Zara Durata: 1h:26 - Spettatori: 300 | Rep. Ceca | 0 - 3 | Croazia | 23-25, 18-25, 20-25 |

#### Finale
| 25 giugno 2023 Dvorana Krešimira Ćosića, Zara Durata: 2h:26 - Spettatori: 400 | Turchia | 3 - 2 | Ucraina | 14-25, 25-22, 26-24, 22-25, 15-6 |

## Classifica finale
| Pos | Squadra            | Rosa |
| --- | ------------------ | --- |
|     | Turchia            | Formazione: 1 Gürbüz, 5 Güngör, 6 Bostan, 7 Bülbül, 8 Subaşı, 9 M. Lagumdžija, 10 Ekşi, 11 Gülmezoğlu, 12 A. Lagumdžija, 14 Güneş, 15 Matić, 19 Bayraktar, 20 Bayram, 23 Tümer, 53 Döne, 77 Savaş, CT: Giuliani                                              |
|     | Ucraina            | Formazione: 1 Polujan, 2 Drozd, 5 Plotnyc'kyj, 7 Synycja, 8 Ter'omenko, 10 Semenjuk, 11 Kanajev, 13 Tupčij, 14 Koval'ov, 15 Ščytkov, 16 Kučer, 17 Bojko, 21 Kisiljuk, 27 Ščurov, CT: Krastiņš                                                                |
|     | Croazia            | Formazione: 1 Zhukouski, 2 Kulušić, 3 Perić, 4 Nikačević, 5 Busak-Vidaković, 6 Bakonji, 8 Jakopec, 9 Hanžič, 10 Šestan, 11 Đirlić, 12 Brčić, 13 Pervan, 14 Marelić, 15 Mitrašinović, 17 Mihalj, 18 Višić, 19 Zeljković, 20 Cvanciger, 21 Mustapić, CT: Énard |
| 4   | Rep. Ceca          | Formazione: 3 Pfeffer, 5 Zajíček, 6 Moník, 7 Benda, 9 Bartůněk, 11 Vašina, 12 Licek, 14 Čech, 16 Srb, 17 Šotola, 18 Janouch, 20 Spulak, 21 Bryknar, 22 Klajmon, 23 Indra, 25 Polák, CT: Novák                                                                |
| 5   | Portogallo         | Formazione: 1 Sinfrónio, 2 Belo, 4 Cvetićanin, 5 Sousa, 6 Ferreira, 7 Casas, 8 Dias, 9 Marques, 10 Neves, 11 M. Cunha, 12 Martins, 13 Pinto, 15 Tavares, 16 B. Cunha, 17 Andrade, 18 Pereira, CT: José                                                       |
| 6   | Finlandia          | Formazione: 1 Ronkainen, 2 N. Marttila, 3 Hänninen, 6 Tyynismaa, 7 Suihkonen, 8 Köykkä, 9 Välimaa, 10 L. Marttila, 11 Haapaniemi, 12 Nikula, 13 Jokela, 15 Leinonen, 17 Savonsalmi, 19 Breilin, 21 Ivanov, CT: Banks                                         |
| 7   | Belgio             | Formazione: 1 Cox, 10 Desmet, 11 Van Hoyweghen, 12 Rotty, 13 Thys, 14 Dumont, 18 Verhamme, 19 Peeters, 20 Van de Velde, 22 McCluskey, 23 Reggers, 26 Perin, 30 Dermaux, 32 Peters, 33 Fransen, 34 Verwimp, CT: Zanini                                        |
| 8   | Estonia            | Formazione: 2 Vanker, 3 Allik, 6 Juhkami, 8 Tammearu, 10 Maar, 13 Vahter, 16 Viiber, 18 Saaremaa, 19 Aganits, 21 Kaibald, 22 Keel, 25 Kordas, 27 Uuskari, 28 Lõhmus, 30 Aru, 32 Varblane, CT: Rikberg                                                        |
| 9   | Romania            | Formazione: 1 B. Bartha, 2 Peța, 4 Diaconescu, 6 Dumitru, 7 Bălean, 8 Iftime, 9 Aciobăniţei, 10 C. Bartha, 11 Cherbeleață, 12 Bala, 13 Rață, 15 Butnaru, 16 Dinculescu, 17 Kantor, 19 Călin, 30 Vologa, CT: Stancu                                           |
| 10  | Danimarca          | Formazione: 1 Hjorth, 3 Feldthus, 5 Hesselholt, 10 Rygaard-Rasmussen, 11 Hoff, 12 K. Madsen, 13 Kjær, 14 Larsen, 15 Uhrenholt, 17 Nielsen, 18 Mikelsons, 20 Østergaard, 21 Jensen, 22 O. Madsen, CT: Knudsen                                                 |
| 11  | Macedonia del Nord | Formazione: 1 Angelovski, 2 Ǵ. Ǵorǵiev, 4 N. Ǵorǵiev, 5 Milev, 6 Richliev, 7 Nakov, 8 Ljaftov, 9 Lepidovski, 10 Boshkov, 11 Despotovski, 13 Iliev, 14 Andonov, 15 Madjunkov, 17 Kostikj, 18 Mihailov, 20 Savovski, CT: Milenkoski                            |
| 12  | Slovacchia         | Formazione: 1 Krajčo, 2 Smolej, 3 Lamanec, 5 Jalovecký, 6 Palgut, 7 Zeman, 8 Ondrovič, 9 Pokopec, 10 Vitko, 13 Ihnát, 14 Krajčovič, 17 Billich, 19 Gavenda, 20 Skasko, 21 Goč, 22 Firkaľ, 23 Viskup, CT: Vanmedegael                                         |

|  |  | Qualificata alla Volleyball Challenger Cup 2023 |

|  | Retrocessa in European Silver League 2024 |

## Statistiche
| Rendimento individuale | Rendimento individuale | Rendimento individuale | Rendimento individuale |
| Pos.                   | Nome                   | Punti                  | Squadra                |
| ---------------------- | ---------------------- | ---------------------- | ---------------------- |
| 1                      | Adis Lagumdžija        | 135                    | Turchia                |
| 2                      | Nikola Ǵorǵiev         | 116                    | Macedonia del Nord     |
| 3                      | Oleh Plotnyc'kyj       | 112                    | Ucraina                |
| 4                      | Marek Šotola           | 111                    | Rep. Ceca              |
| 5                      | Mads Jensen            | 109                    | Danimarca              |
| 6                      | Vasyl' Tupčij          | 106                    | Ucraina                |
| 7                      | Joonas Jokela          | 105                    | Finlandia              |
| 8                      | Alexandru Rață         | 103                    | Romania                |
| 9                      | Patrik Lamanec         | 102                    | Slovacchia             |
| 10                     | Lukáš Vašina           | 101                    | Rep. Ceca              |

| Attacchi vincenti | Attacchi vincenti | Attacchi vincenti | Attacchi vincenti  |
| Pos.              | Nome              | Punti             | Squadra            |
| ----------------- | ----------------- | ----------------- | ------------------ |
| 1                 | Nikola Ǵorǵiev    | 106               | Macedonia del Nord |
| 2                 | Adis Lagumdžija   | 105               | Turchia            |
| 3                 | Alexandru Rață    | 98                | Romania            |
| 3                 | Marek Šotola      | 98                | Rep. Ceca          |
| 5                 | Mads Jensen       | 94                | Danimarca          |
| 5                 | Joonas Jokela     | 94                | Finlandia          |
| 7                 | Patrik Lamanec    | 92                | Slovacchia         |
| 7                 | Oleh Plotnyc'kyj  | 92                | Ucraina            |
| 9                 | Lukáš Vašina      | 89                | Rep. Ceca          |
| 10                | Efe Bayram        | 82                | Turchia            |

| Muri vincenti | Muri vincenti     | Muri vincenti | Muri vincenti      |
| Pos.          | Nome              | Punti         | Squadra            |
| ------------- | ----------------- | ------------- | ------------------ |
| 1             | Jurij Semenjuk    | 21            | Ucraina            |
| 2             | Filip Savovski    | 20            | Macedonia del Nord |
| 3             | Peter Ondrovič    | 19            | Slovacchia         |
| 4             | Ivan Mihalj       | 17            | Croazia            |
| 5             | Faik Güneş        | 16            | Turchia            |
| 5             | Kruno Nikačević   | 16            | Croazia            |
| 7             | Filip Cvetičanin  | 15            | Portogallo         |
| 7             | Adis Lagumdžija   | 15            | Turchia            |
| 9             | Severi Savonsalmi | 14            | Finlandia          |
| 10            | Andri Aganits     | 13            | Estonia            |
| 10            | Adam Zajíček      | 13            | Rep. Ceca          |

| Battute vincenti | Battute vincenti   | Battute vincenti | Battute vincenti   |
| Pos.             | Nome               | Punti            | Squadra            |
| ---------------- | ------------------ | ---------------- | ------------------ |
| 1                | Vasyl' Tupčij      | 20               | Ucraina            |
| 2                | Oleh Plotnyc'kyj   | 15               | Ucraina            |
| 2                | Adis Lagumdžija    | 15               | Turchia            |
| 4                | Miguel Tavares     | 12               | Portogallo         |
| 5                | Aleksandar Ljaftov | 11               | Macedonia del Nord |
| 5                | Efe Bayram         | 11               | Turchia            |
| 7                | Jakub Ihnát        | 10               | Slovacchia         |
| 7                | Dmytro Teryomenko  | 10               | Ucraina            |
| 9                | Karli Allik        | 9                | Estonia            |
| 9                | Tobias Kjær        | 9                | Danimarca          |